# Monsenhor Gil
Monsenhor Gil é um município brasileiro do estado do Piauí. Localiza-se a uma latitude 05º33'51" sul e a uma longitude 42º36'28" oeste, estando a uma altitude de 116 metros. Situa-se na microrregião de Teresina, mesorregião do Centro-Norte Piauiense. Sua população estimada em 2015 era de 10.410 habitantes. Possui uma área de 582,548 km².

## História

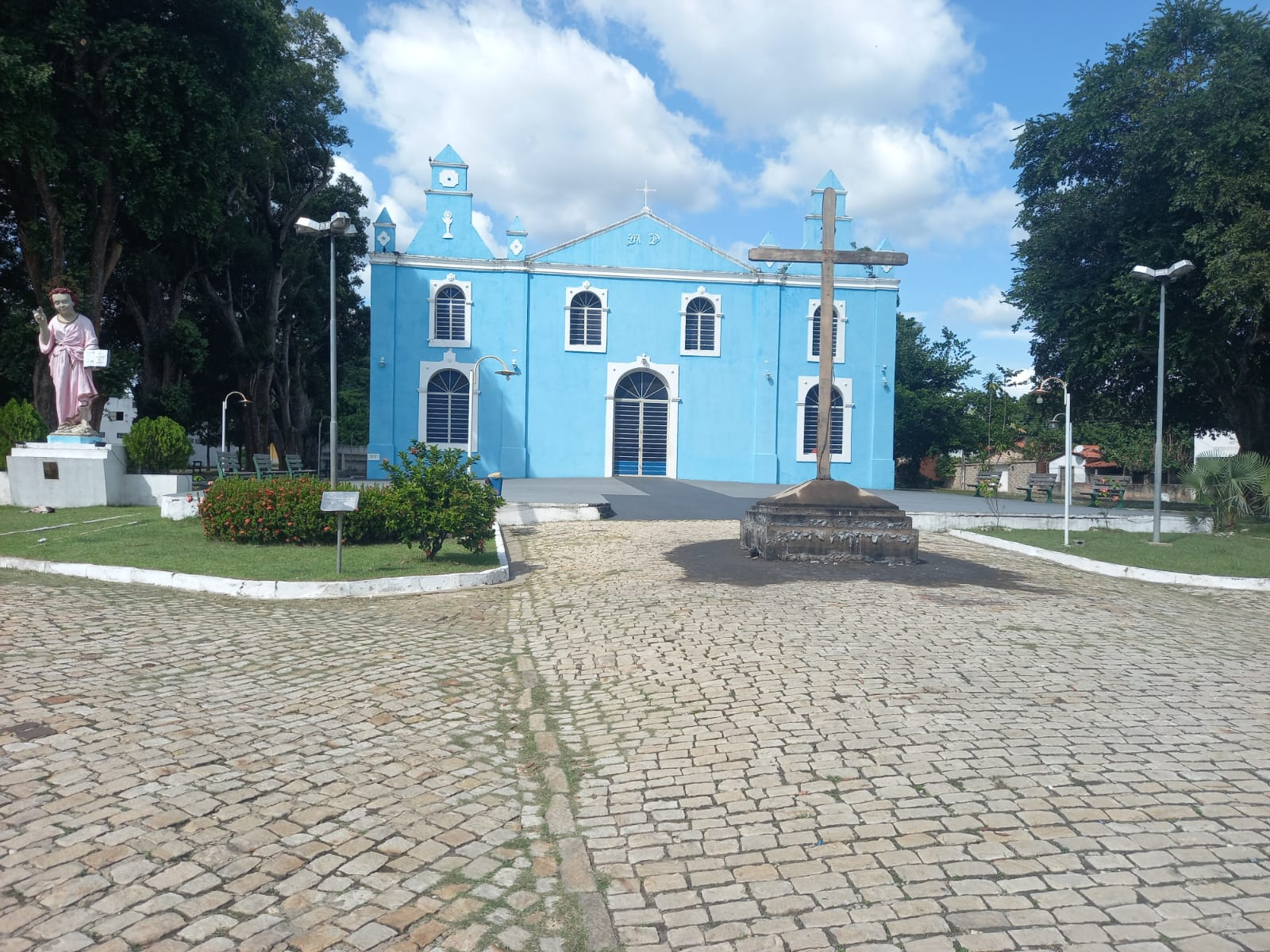
Igreja Menino Deus.

O povoado de Lages fazia parte de Teresina quando recebeu seu primeiro padre, Monsenhor Gil. Por influência do sacerdote, o povoado passou a se chamar Natal, em função das festas religiosas realizadas no mês dezembro. Em 1963, Natal tornou-se município e recebeu o nome de Monsenhor Gil. A criação do município Monsenhor Gil está diretamente ligado a figura do sacerdote Monsenhor Gil, filho da terra que foi mandado para estudar em Roma a fim de se tornar um monsenhor. Aos 25 anos, retornou ordenado e passou a desenvolver seu papel na fazenda Lages, de propriedade do seu pai. Na posse de sua herança liderou uma campanha para arrecadar fundos para construir uma igreja para Menino Jesus. Na época a construção foi considerada um monumento de grande valor. Em seguida Monsenhor doa todas as suas terras e demais heranças para a Igreja.  Logo, logo instala-se na região inúmeras famílias. Quando isso ocorreu, o sacerdote foi a luta para conseguir a elevação do povoado à categoria de vila, freguesia e paróquia. Somente tempo depois, em 1963 é que o povoado foi elevado a categoria de cidade com o nome atual.  Os principais cursos dá água da cidade são os riachos Riachão do Natal, Caminho e riacho da Cruz. A vegetação predominante é o campo de cerrado.[carece de fontes?]

## Economia
Este município tem como destaque econômico a agropecuária, com produção de arroz, milho, feijão, mandioca, e criação de rebanho bovino, ovino e caprino. Há uma granja e um projeto de irrigação para plantio de manga, banana e melancia.

## Pontos turísticos
- Igreja Menino Deus: construída pelo padre Monsenhor Gil.
- Pedra do Músico: uma pequena rocha íngreme, de arenito; é possível que em suas encostas existam vestígios de inscrições pré-históricas.
- Poço Azul: com profundidade entre três e cinco metros, tem esse nome por causa de suas águas cristalinas, que refletem as pedras azuladas que se encontram no fundo, dando-lhe um aspecto de piscina.
- Morro do Cruzeiro: morro de aproximadamente 60 metros de altura, com uma trilha de acesso e elevação bastante inclinada; no alto, existe um platô de aproximadamente 600 m², de onde se avista grande parte do município e seus arredores.
- Açude do Monte Alegre: local bom para banho e contato com a natureza.

- Riachão: bom para banho entre dezembro e julho; é o principal riacho de Monsenhor Gil, apesar da existência de inúmeros outros, como o Riacho da Cachoeira, Riacho da Cruz e Riacho Natal.

- Três Riachos: local bom para banho e contato com a natureza.
- Riacho das trincheiras: local bom para banho e contato com a natureza.
- Morro do pico.
- Gruta boqueirão: onde forão encontrados dados rupestres.
- Vale do piquizeiro: onde tem dados de fosselitos de mais de 250bi de anos.
- Via Sacra.
- Cachoeira do fim do mundo: local bom para banho, apreciar a cachoeira e contato com a natureza.
- Riacho curral de pedra: local bom para banho e contato com a natureza.